# Eddy Iyeli
Eddy Iyeli, né le 23 novembre 1975 à Bikoro dans la province de l'Équateur, est un homme politique de la République démocratique du Congo.
Il est élu député national de la circonscription de Funa, lors des élections législatives de décembre 2023.
Eddy Iyeli est élu député provincial à l'assemblée provinciale de Kinshasa dans la circonscription de Ngiri-Ngiri lors des élections de 2023 mais préfère siéger à l'Assemblée nationale. Son suppléant Christian Boulu Ipenda siège donc à l'assemblée provinciale.
Il est élu vice-gouverneur de la ville-province de Kinshasa le 29 avril 2024 et prend ses fonctions le 21 juin 2024.